# Observe and Report
Observe and Report (br: O Segurança Fora de Controle; pt: Incorreto e Afirmativo) é um filme do gênero comédia policial lançado em 2009. Estrelando Seth Rogen e Anna Faris.

## Sinopse
Quando um anônimo começa a se expor no estacionamento do Ridge Mall o chefe de segurança do shopping, Ronald "Ronnie" Barnhadt (Seth Rogen) monta uma equipe para tentar capturar o indivíduo. Enquanto isso ele tenta confortar Brandi (Anna Faris) que encontra-se triste e assustada com o ocorrido até que ele é substituído do cargo e  tenta recupera-lo de volta.

## Elenco
| Ator            | Papel             |
| --------------- | ----------------- |
| Seth Rogen      | Ronnie            |
| Ray Liotta      | Detetive Harrison |
| Michael Peña    | Dennis            |
| Anna Faris      | Brandi            |
| Dan Bakkedahl   | Mark              |
| Jesse Plemons   | Charles           |
| John Yuan       | John Yuen         |
| Matt Yuan       | Matt Yuen         |
| Celia Weston    | Mãe               |
| Collette Wolfe  | Nell              |
| Randy Gambill   | Flasher           |
| Alston Brown    | Bruce             |
| Cody Midthunder | D-Rock            |
| Deborah Brown   | Mulher Repórter   |
| Aziz Ansari     | Saddamn           |
| Eddie Rouse     | Angry Store Owne  |

## Recepção
O Metacritic, que usa uma média ponderada, atribuiu ao filme uma pontuação de 54 em 100, baseado em 35 críticos, indicando críticas "mistas ou médias". No site agregador de críticas Rotten Tomatoes, 51% das 211 resenhas dos críticos são positivas.